# Kevin O’Leary

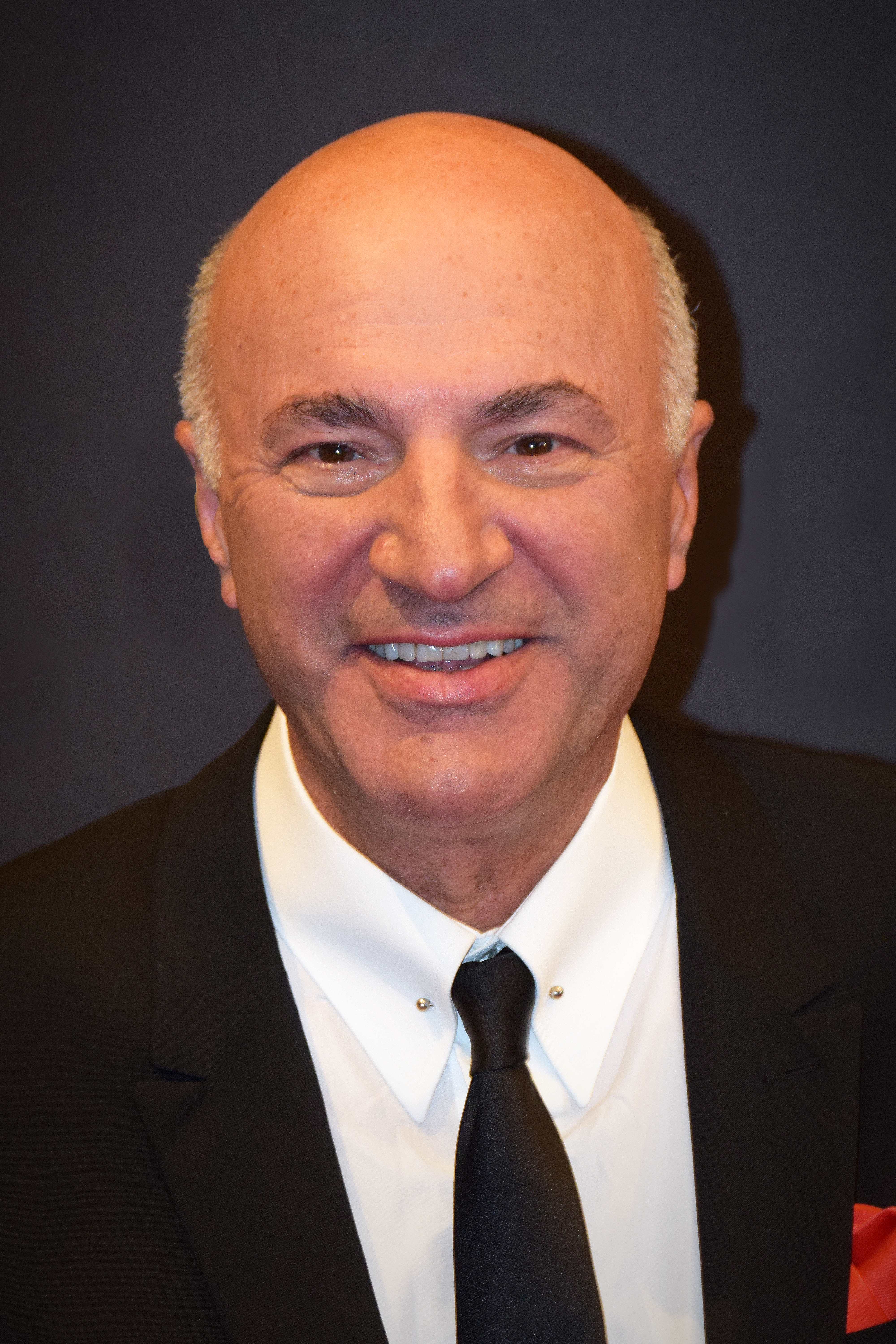
Kevin O'Leary (2023)

Terrence Thomas Kevin O’Leary (* 9. Juli 1954 in Montreal), auch bekannt als Mr. Wonderful, ist ein kanadischer Unternehmer, Investor und Autor. Er ist vor allem für die Gründung des Softwareunternehmens SoftKey 1986 bekannt, welches 1999 von Mattel übernommen wurde. Aufgrund seiner häufigen Medienauftritte (u. a. in Dragons’ Den und Shark Tank) gehört O’Leary zu den bekanntesten Unternehmern Kanadas. Er versuchte sich außerdem auch in der Politik und kandidierte 2017 für das Amt des Parteiführers der Konservativen Partei Kanadas.

## Laufbahn
O’Leary wurde in Québec als Sohn einer libanesischen Mutter und eines irischstämmigen Vaters geboren. Er hat auch einen Bruder, Shane O’Leary. Seine Eltern ließen sich scheiden, als er noch ein Kind war, hauptsächlich aufgrund des Alkoholismus seines Vaters, der schließlich starb, als Kevin sieben Jahre alt war. Seine Mutter heiratete später den Ökonomen George Kanawaty, der für die Internationale Arbeitsorganisation der Vereinten Nationen arbeitete. Aufgrund des Berufs seines Stiefvaters wuchs Kevin in verschiedenen Ländern (Tunesien, Kambodscha, Äthiopien und Zypern u. a.) auf. In seiner Jugend traf er sowohl Haile Selassie aus Äthiopien als auch Pol Pot aus Kambodscha.
O’Leary hatte ursprünglich den Wunsch, Fotograf zu werden, doch auf Anraten seines Stiefvaters, der den jungen Kevin zu realistischeren Zukunftsplänen drängte, entschied er sich schließlich für ein Studium, wo er sein seit seiner Jugend bestehendes Interesse an Wirtschaft und Investitionen weiterentwickelte. 1977 schloss er sein Studium an der University of Waterloo mit einem Bachelor-Abschluss mit Auszeichnung in Umweltwissenschaften und Psychologie ab und 1980 an der Ivey Business School der University of Western Ontario mit einem MBA.
Nach seinem Abschluss begann er für das Unternehmen Nabisco in Toronto zu arbeiteten, wo er sich im Vertrieb von Katzenfutter betätigte. Nach seinem Weggang von Nabisco begann O’Leary eine kurze Karriere als Fernsehproduzent. Zusammen mit zwei seiner ehemaligen MBA-Kommilitonen, Scott Mackenzie und Dave Toms, gründete O’Leary Special Event Television (SET). SET war eine unabhängige Fernsehproduktionsfirma, welche Fernsehshows, Werbefilme und Dokumentation mit Bezug zum Thema Sport produzierte. O’Leary verkauft schließlich seine Anteile an SET für 25.000 Dollar.
Nach dem Verkauf seiner SET-Anteile widmete sich O’Leary seinem nächsten Geschäftsvorhaben. 1986 gründete er zusammen mit seinen Geschäftspartnern John Freeman und Gary Babcock in einem Keller in Toronto das Unternehmen SoftKey. In den späten 1980er und 1990er Jahren entwickelte sich SoftKey zu einem wichtigen Anbieter auf dem globalen Markt für Bildungssoftware, nachdem das Unternehmen konkurrierende Unternehmen wie Compton's New Media, The Learning Company und Broderbund durch feindliche Übernahmen geschluckt hatte. 1999 wurde TLC für 4,2 Milliarden US-Dollar von Mattel übernommen. Nach der Übernahme gingen Umsatz und Gewinn von Mattel zurück, und O’Leary wurde entlassen. Die Übernahme durch Mattel wurde später als eine der katastrophalsten Unternehmensübernahmen der jüngeren Wirtschaftsgeschichte bezeichnet. O’Leary wurde vorgeworfen, Investoren über die Erfolgschancen der Übernahme und die finanzielle Gesundheit von SoftKey getäuscht zu haben, was zu mehreren Klagen führte. O’Leary und andere Angeklagte bestritten alle Vorwürfe, woraufhin Mattel 2003 122 Millionen Dollar zahlte, um den Rechtsstreit beizulegen.
2008 gründete O’Leary das Investmentunternehmen O’Leary Funds Inc, das bis 2012 eine Summe von 1,2 Milliarden Dollar verwaltete. O’Leary betreibt Value Investing und empfiehlt für junge Investoren eine Portfolioverteilung von 30 % Anleihen und 70 % ETFs. Er investiert außerdem auch in Gold. 2015 gab er seinen eigenen Börsengehandelten Fonds aus. O’Leary ist außerdem Gründer von O’Leary Ventures, einer privaten Risikokapitalgesellschaft für Investitionen in Start-up-Unternehmen, O’Leary Mortgages (2014 geschlossen), O’Leary Books und O’Leary Fine Wines. O’Leary äußerte sich zunächst skeptisch gegenüber Kryptowährungen, begann aber im Mai 2021 in Bitcoin zu investieren. Im August 2021 wurde O’Leary Investor und Werbebotschafter der Handelsplattform FTX. Nach dem Zusammenbruch von FTX im November 2022 verteidigte O’Leary seinen Geschäftspartner Sam Bankman-Fried und gab Binance-CEO Changpeng Zhao die Schuld an dem Kollaps von FTX.

## Medienauftritte
2006 trat O’Leary als einer von fünf Venture-Capital-Investoren in der damals neuen Sendung Dragons' Den auf CBC auf, der kanadischen Version des internationalen Reality-TV-Formats Dragons’ Den, in der Jungunternehmer versuchen, Investoren von ihren Geschäftsideen zu überzeugen. In der Sendung entwickelte O’Leary eine Persönlichkeit als unverblümter, schroffer Investor, der einmal zu einem weinenden Kandidaten sagte: „Ihre Tränen bringen keinen Mehrwert“, wobei sein Image als „Fiesling“ auch teilweise von den Produzenten der Serie kultiviert wurde. Ab 2009 trat er auch in der amerikanischen Version der Show mit dem Namen Shark Tank auf. Durch seine Auftritte in den Fernsehsendungen erhielt O’Leary den Spitznamen „Mr. Wonderful“, was eine ironische Anspielung auf seine Rolle als Bösewicht der Show ist.
Im Jahr 2008 arbeitete O’Leary als Co-Moderator für die Sendung Discovery Project Earth des Discovery Channel, in der innovative Wege zur Umkehrung des Klimawandels durch Geoengineering untersucht werden. 2009 begann O’Leary gemeinsam mit der Journalistin Amanda Lang in der Sendung The Lang and O'Leary Exchange als Wirtschaftsexperte des CBC News Network aufzutreten. O’Leary war Co-Produzent und Moderator der Reality-Show Redemption Inc. aus dem Jahr 2012, die eine Staffel lang auf CBC ausgestrahlt wurde und in der zehn ehemalige Strafgefangene darum kämpften, dass O’Leary ihre Geschäftsidee finanzierte.

## Politik
Im Januar 2016 bot O’Leary an, 1 Million Dollar in die Wirtschaft von Alberta zu investieren, im Gegenzug für den Rücktritt von Premierministerin Rachel Notley. Am 18. Januar 2017 trat O’Leary offiziell in das Rennen um den Vorsitz der Konservativen Partei ein und verband sozialliberale mit wirtschaftsliberalen Ideen. O’Leary lag während fast seiner gesamten Kandidatur in den Umfragen an der Spitze. Dennoch zog er sich am 26. April 2017 aus dem Rennen um den Parteivorsitz zurück und erklärte, dass er zwar weiterhin davon überzeugt sei, die Wahl gewinnen zu können, es ihm jedoch aufgrund der fehlenden Unterstützung in Quebec (aufgrund seiner mangelnden Französischkenntnisse) schwerfallen würde, Premier Trudeau 2019 zu schlagen, und es daher „egoistisch“ von ihm wäre, weiterzumachen. Nach seinem Rückzug sprach er sich für Mexime Bernier aus, einen anderen Kandidaten für das Amt.
Bei den Präsidentschaftswahlen in den Vereinigten Staaten 2024 unterstütze O’Leary Donald Trump. Während des Wahlkampfs verteidigte O’Leary Trump auch wegen Bankbetrugs und behauptete, es handele sich um ein Verbrechen ohne Opfer und kritisierte stattdessen den Plan von Kamala Harris, die Steuern für Großunternehmen zu erhöhen. Nach Donald Trumps Wahlsieg erklärte O’Leary, er sei sehr zufrieden mit dem Ergebnis und „sehr stolz auf die Arbeit, die ich während des Wahlkampfs geleistet habe“. Inmitten der Drohungen von Präsident Donald Trump im Jahr 2025, 25 % Zölle auf kanadische Waren zu erheben und Kanada zu annektieren, besuchte O’Leary Trump in seinem Resort Mar-a-Lago. O’Leary unterstützte auch die Eingliederung Kanadas in die Vereinigten Staaten und sagte: „Denken Sie an die wirtschaftliche Macht, die die Vereinigung dieser beiden Volkswirtschaften mit sich bringen würde.“

## Privatleben
Er und seine Frau Linda (geb. Greer) sind seit 1990 verheiratet. Das Paar trennte sich 2011, nahm aber nach zwei Jahren seine Ehe wieder auf. Das Paar hat zwei Söhne (Trevor und Noah).
Am 24. August 2019 waren O’Leary und seine Frau Linda in einen tödlichen Unfall auf dem Lake Joseph in Muskoka, Ontario, verwickelt, als sie sich auf einem Boot befanden, das O’Leary gehörte und angeblich zu diesem Zeitpunkt von Linda gesteuert wurde. Das Boot der O’Learys kollidierte mit einem anderen Boot, wobei ein 64-jähriger Mann und eine 48-jährige Frau ums Leben kamen. Linda wurde 2021 vor Gericht von jeglicher Schuld an dem Unfall freigesprochen.
Aufgrund seiner Abstammung besitzt er die irische Staatsbürgerschaft. In einem Interview mit CNBC im Jahr 2022 erwähnte er, dass er die Staatsbürgerschaft der Vereinigten Arabischen Emirate erhalten habe.

## Veröffentlichungen
- Cold Hard Truth: On Business, Money & Life (2011)
- Cold Hard Truth on Men, Women, and Money: 50 Common Money Mistakes and How to Fix Them (2012)
- Cold Hard Truth on Family, Kids and Money (2015)
- Cold Hard Truth on Marriage and Money: Part Two of Cold Hard Truth on Family, Kids and Money (2015)
- Digital Pivot or Bust In a Post COVID-19 World: Why Small Businesses Must Re-Think Everything to Survive and Thrive! (2020)